# Chamberlayne (Virginia)
Chamberlayne es un lugar designado por el censo situado en el condado de Henrico, Virginia  (Estados Unidos). Según el censo de 2010 tenía una población de 5.456 habitantes.

## Demografía
Según el censo del 2000, Chamberlayne tenía 4.380 habitantes, 1.884 viviendas, y 1.352 familias. La densidad de población era de 449,8 habitantes por km².
De las 1.884 viviendas en un 19,5%  vivían niños de menos de 18 años, en un 58,4%  vivían parejas casadas, en un 10% mujeres solteras, y en un 28,2% no eran unidades familiares. En el 24,2% de las viviendas  vivían personas solas el 12,1% de las cuales correspondía a personas de 65 años o más que vivían solas. El número medio de personas viviendo en cada vivienda era de 2,32 y el número medio de personas que vivían en cada familia era de 2,73.
Por edades la población se repartía de la siguiente manera: un 16,6% tenía menos de 18 años, un 4,5% entre 18 y 24, un 22,2% entre 25 y 44, un 32,4% de 45 a 60 y un 24,2% 65 años o más.
La edad media era de 49 años.  Por cada 100 mujeres de 18 o más años  había 86,2 hombres.
La renta media por vivienda era de 54.022$ y la renta media por familia de 60.425$. Los hombres tenían una renta media de 40.858$ mientras que las mujeres 32.422$. La renta per cápita de la población era de 28.405$. En torno al 1,9% de las familias y el 3,3% de la población estaban por debajo del umbral de pobreza.

## Localidades adyacentes
El siguiente diagrama muestra a las localidades más próximas a Chamberlayne.